# Ajedrez diplomático
El ajedrez diplomático es una variante del ajedrez inventada por Carlos Martín-Fuertes en 2003 como contribución de un concurso para diseñar una variante de ajedrez en un tablero de 43 casillas, organizada por The Chess Variant Pages. Se juega en un tablero circular de 43 casillas, que incluye una casilla central, considerada adyacente tanto de forma ortogonal como diagonal a todas las casillas que la rodean. El juego incluye una pieza especial llamada diplomático que es capaz de sobornar piezas enemigas en vez de capturarlas.

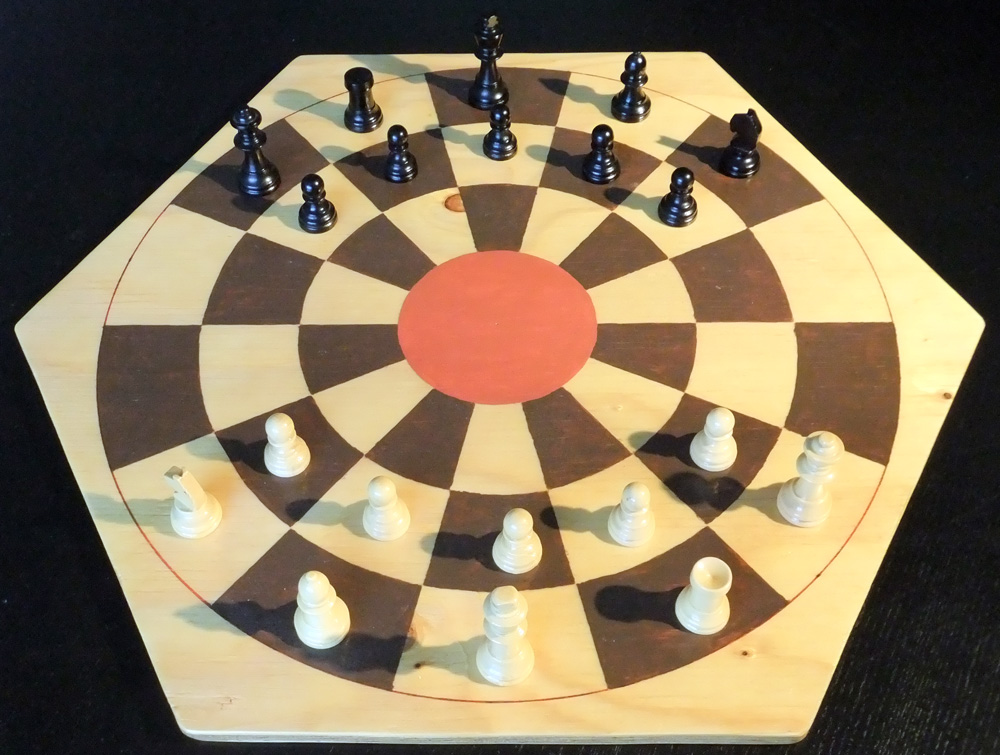
Un juego de ajedrez diplomático (usando reinas del ajedrez estándar como diplomáticos).

## Reglas
El juego se gana por jaque mate o por rey ahogado.
El juego se declara automáticamente en tablas si se repite la misma posición tres veces o si los dos reyes son las únicas piezas que quedan en el tablero.

### Disposición inicial
El tablero consiste en tres coronas circulares concéntricas de 14 casillas cada una, más una casilla central. Las piezas son idénticas a las del ajedrez estándar con las excepciones de que no hay reinas y a cambio se añade una pieza nueva: el diplomático.
|  | Un tablero de ajedrez diplomático con coordenadas | Blancas: - Rey en d1 - Torre en e1 - Diplomático en f1 - Alfil en c1 - Caballo en b1 - Peones en b2, c2, d2, e2 y f2. | Negras: - Rey en k1 - Torre en l1 - Diplomático en m1 - Alfil en j1 - Caballo en i1 - Peones en i2, j2, k2, l2 y m2. |

### Movimiento
Las blancas mueven primero.

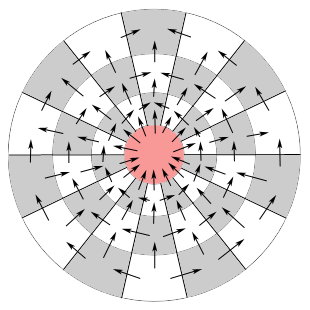
Movimiento de los peones blancos

En general, las piezas se mueven como en el ajedrez estándar, teniendo en cuenta que las casilla adyacentes a la casilla central (la casilla 4) lo son tanto ortogonalmente como diagonalmente.

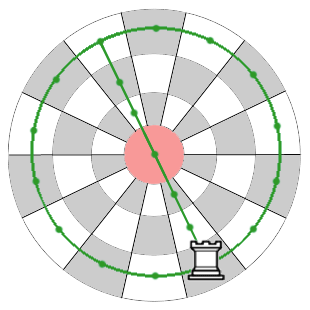
Movimiento de las torres

Los peones se mueven una casilla hacia adelante de forma ortogonal, y capturan hacia adelante en diagonal, exactamente como en el ajedrez estándar. Un movimiento se define como "hacia adelante" si acerca al peón a la posición inicial del rey enemigo. No hay movimiento inicial doble ni captura al paso.

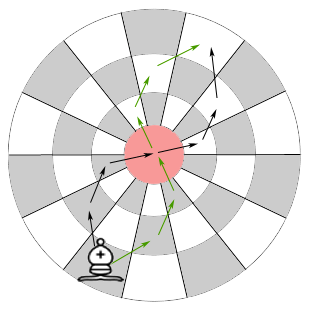
Movimiento de los alfiles

Caballos, alfiles y torres se desplazan y capturan como en ajedrez estándar. El movimiento a través de la casilla central está ilustrado en la figura. Desde esta casilla, un caballo puede alcanzar cualquier casilla de las dos coronas circulares interiores (la 2 y la 3), mientras que alfil y torre pueden alcanzar cualquier casilla del tablero (siempre que no encuentren obstáculos). A las torres no les está permitido realizar un "movimiento nulo": moverse 360° alrededor de una corona circular vacía para terminar en la misma casilla donde empezaron el movimiento.
El diplomático se mueve como el rey, pero solo a casillas desocupadas. El diplomático no puede capturar. En su lugar, puede sobornar piezas en casillas adyacentes, haciéndolas cambiar de bando. La pieza enemiga se reemplaza con una pieza amiga del mismo tipo y esto consume el movimiento. El diplomático permanece en la misma casilla al sobornar.
El rey se mueve exactamente igual que en el ajedrez estándar; y además es la única pieza inmune a los sobornos de los diplomáticos enemigos.
En la notación, el soborno se indica con la casilla de destino, seguida del signo de igualdad (=) y el color al que la pieza sobornada cambia (siendo posible abreviar a "b" para las blancas y "n" para las negras). Por ejemplo: b3=n significa "la pieza en la casilla 'b3' se vuelve negra". No es necesario, en este caso, notar la letra D para el diplomático.